# Episodi di Teen Wolf (sesta stagione)
La sesta e ultima stagione della serie televisiva Teen Wolf, composta da 20 episodi, è stata trasmessa sul canale statunitense MTV in due parti separate: la prima metà della stagione è andata in onda dal 15 novembre 2016 al 31 gennaio 2017, mentre la seconda metà è andata in onda dal 30 luglio al 24 settembre 2017.
Anche in Italia la stagione è stata trasmessa sul canale satellitare Fox in due parti separate: la prima metà della stagione è andata in onda dal 2 aprile al 4 giugno 2017, mentre la seconda metà è andata in onda dal 17 settembre al 19 novembre 2017. È stata trasmessa in chiaro dal 25 giugno al 6 agosto 2018 su Rai 4.
A partire da questa stagione entrano nel cast principale Linden Ashby, Melissa Ponzio e JR Bourne. Al termine della prima parte di questa stagione esce dal cast principale Dylan O'Brien. Quest'ultimo, Tyler Hoechlin e Colton Haynes ricompaiono come guest star.
Gli antagonisti principali di questa stagione sono i Cavalieri fantasma e Garrett Douglas nella prima parte della stagione. Gerard Argent, Tamora Monroe, Kate Argent e l'Anuk-ite nella seconda.
| nº            | Titolo originale           | Titolo italiano           | Prima TV USA      | Prima TV Italia   |
| Prima parte   | Prima parte                | Prima parte               | Prima parte       | Prima parte       |
| ------------- | -------------------------- | ------------------------- | ----------------- | ----------------- |
| 1             | Memory Lost                | Ricordati di me           | 15 novembre 2016  | 2 aprile 2017     |
| 2             | Superposition              | Sovrapposizione           | 22 novembre 2016  | 9 aprile 2017     |
| 3             | Sundowning                 | La sindrome del tramonto  | 29 novembre 2016  | 16 aprile 2017    |
| 4             | Relics                     | Reliquie                  | 6 dicembre 2016   | 23 aprile 2017    |
| 5             | Radio Silence              | Frequenze                 | 13 dicembre 2016  | 30 aprile 2017    |
| 6             | Ghosted                    | La città fantasma         | 3 gennaio 2017    | 7 maggio 2017     |
| 7             | Heartless                  | Prigioniero del fulmine   | 10 gennaio 2017   | 14 maggio 2017    |
| 8             | Blitzkrieg                 | Il nazismo magico         | 17 gennaio 2017   | 21 maggio 2017    |
| 9             | Memory Found               | Ipnosi regressiva         | 24 gennaio 2017   | 28 maggio 2017    |
| 10            | Riders on the Storm        | Cavalieri nella tempesta  | 31 gennaio 2017   | 4 giugno 2017     |
| Seconda parte |                            |                           |                   |                   |
| 11            | Said the Spider to the Fly | Disse il ragno alla mosca | 30 luglio 2017    | 17 settembre 2017 |
| 12            | Raw Talent                 | Talento innato            | 6 agosto 2017     | 24 settembre 2017 |
| 13            | After Images               | Un nuovo esercito         | 13 agosto 2017    | 1º ottobre 2017   |
| 14            | Face-to-Faceless           | Faccia a faccia           | 20 agosto 2017    | 8 ottobre 2017    |
| 15            | Pressure Test              | Sotto pressione           | 20 agosto 2017    | 15 ottobre 2017   |
| 16            | Triggers                   | Trappola mortale          | 3 settembre 2017  | 22 ottobre 2017   |
| 17            | Werewolves of London       | I lupi di Londra          | 10 settembre 2017 | 29 ottobre 2017   |
| 18            | Genotype                   | Genotipo                  | 17 settembre 2017 | 5 novembre 2017   |
| 19            | Broken Glass               | La notte dei cristalli    | 17 settembre 2017 | 12 novembre 2017  |
| 20            | The Wolves of War          | La resa dei conti         | 24 settembre 2017 | 19 novembre 2017  |

## Ricordati di me
- Titolo originale: Memory Lost
- Diretto da: Tim Andrew
- Scritto da: Lindsay Jewett Sturman

### Trama
Un romantico bacio sotto l’aurora boreale riesce a salvare l’appuntamento di Liam e Hayden, rimasti in panne con la loro auto nel pieno della notte. Nessun cric, né una ruota di scorta ma un’auto che all’improvviso si ferma vicino a loro, è l’unico mezzo che può soccorrerli. Nell’abitacolo, però, sembra non esserci un guidatore, quando all’improvviso un ragazzino impaurito prega i due ragazzi di aiutarlo e di "non lasciare che prendano anche lui". Alex, questo il suo nome, non ricorda nulla di quanto accaduto. A questo punto lo sceriffo Stilinski gli propone un metodo per ricordare, cioè essere attaccato da Scott con gli artigli. Il ragazzo accetta. Scott quindi lo attacca con le sue unghie da licantropo ed entra nella mente di Alex. La famiglia era in auto, sulla strada di casa dopo aver visto insieme un film horror. All’improvviso, con tutta la sua ferocia, appare una figura misteriosa su un cavallo nero, che rapisce i genitori del ragazzo. Tornato a ricordare, Alex è sicuro che torneranno a cercarlo e a prenderlo. Stiles vuole vederci chiaro, poiché è convinto ci sia dell’altro dietro queste scomparse; Malia, Lydia e Scott cercano di convincerlo che l'accaduto non abbia avuto nulla a che fare con il sovrannaturale. Scott però si ricrederà presto. I due amici iniziano ad indagare su questi fatti misteriosi ma nel frattempo, alla stazione di polizia, Alex chiede di essere rinchiuso in cella perché ha paura di essere rapito. Scott e Stiles si recano nella sua casa, sperando di trovare qualcosa che li aiuti a capire di più su queste presenze sovrannaturali. Stiles vede sotto il letto del ragazzo l'ombra delle zampe di un cavallo, poi il vento forte e le foglie che si muovono fanno apparire davanti a lui questo personaggio sovrannaturale che gli punta una pistola contro, sparando e mancando più volte il bersaglio. La casa sembra vuota, e la camera di Alex ora non c’è più perché il cavaliere misterioso l’ha cancellata. L’intuizione giusta arriva da Lydia che sente una canzone che dice ”se darete un passaggio a quest’uomo, i vostri dolci ricordi moriranno…”: i cavalieri sono tornati e la ragazza è sicura che qualcosa di terribile stia per accadere. In cella Alex sembra essere scomparso nel nulla e nessuno sembra più ricordarsi di lui, come se non fosse mai esistito. Scott e Stiles capiscono che forse sono in pericolo tutti quelli che si sono messi sulla strada del cavalieri quella sera, e dunque anche Liam e Hayden. Stiles corre alla ricerca dei suoi amici che per fortuna stanno bene ma una terribile sorpresa lo aspetta: non sanno più chi sia e gli chiedono il suo nome; neanche suo padre si ricorda di lui. La premonizione di Lydia sta quindi per avverarsi, dato che anche Stiles ha visto la Caccia Selvaggia ed è in pericolo. I cavalieri rincorrono Stiles, il ragazzo chiede a Lydia di non guardarli, altrimenti sarà la loro prossima vittima. In un momento di grande emozione il ragazzo la prega di cercare un modo per ricordarlo, le chiede di ricordarsi che lui la ama e viene rapito. Lydia torna a scuola sconvolta dopo l’accaduto; tutto sembra normale ma la ragazza ha come la sensazione di dover fare qualcosa; purtroppo però non ricorda più niente.
- Guest star: Khylin Rhambo (Mason Hewitt), Victoria Moroles (Hayden Romero), Susan Walters (Natalie Martin), Michael Johnston (Corey Bryant), Pete Ploszek (Garrett Douglas), Benita Robledo (Valerie Clark), Michelle Clunie (Signora Finch), Rio Mangini (Alex), Jennifer Carta (Madre di Alex), Mark Bloom (Padre di Alex).
- Ascolti USA: telespettatori 567 000[7]

## Sovrapposizione
- Titolo originale: Superposition
- Diretto da: JD Taylor
- Scritto da: Mark H. Kruger

### Trama
Mason e Corey vedono i cavalieri rapire uno studente nella biblioteca della scuola, e Corey scopre di poter vedere i cavalieri fantasma solo quando attiva i suoi poteri da Chimera, diventando invisibile. Tuttavia, i due si dimenticano immediatamente dello studente rapito quando quest'ultimo viene cancellato dagli uomini fantasma, arrivando a ricordare solamente di aver visto gli uomini combinare qualcosa in biblioteca. Scott, Lydia e Malia, nel frattempo, iniziano ad avere alcune allucinazioni e alcuni ricordi inconsci legati a Stiles: Scott ripensa alla notte in cui è stato morso, e si rende conto che una seconda persona, una sorta di "migliore amico", come sostiene il ragazzo di avere, deve essere stato con lui. Claudia Stilinski, madre di Stiles, non è mai morta ed è felicemente sposata con lo sceriffo Stilinski, padre del ragazzo. Liam, Mason e Corey usano i poteri di quest'ultimo per recuperare degli oggetti che facciano ricordare cosa succede, come ad esempio il badge identificativo dello studente scomparso in biblioteca, arrivando a capire che i cavalieri fantasma stiano progettando qualcosa. Chiesto l'aiuto di Deaton, Scott, Malia e Lydia capiscono che i cavalieri non esitano solo a rapire le persone durante la Caccia Selvaggia, ma arrivano a cancellare la memoria di chiunque li abbia conosciuti. Sotto una specie di controllo sovrannaturale, Lydia richiama inconsciamente il nome di Stiles, scrivendo la parola "Mischief" su di un foglio più di una volta ma, ritornata alla normalità, non ricorda chi sia questo Stiles né tanto meno questo Mischief.
- Guest star: Seth Gilliam (Alan Deaton), Ryan Kelley (Jordan Parrish), Khylin Rhambo (Mason Hewitt), Orny Adams (Bobby Finstock), Susan Walters (Natalie Martin), Michael Johnston (Corey Bryant), Pete Ploszek (Garrett Douglas), Joey Honsa (Claudia Stilinski), Ross Butler (Nathan Pierce), Rahnuma Panthaky (Signora Fleming).
- Ascolti USA: telespettatori 414 000[8]

## La sindrome del tramonto
- Titolo originale: Sundowning
- Diretto da: David Daniel
- Scritto da: Will Wallace

### Trama
Il signor Douglas, un nuovo insegnante del liceo di Beacon Hills, si rivela essere una delle mostruose creature dei Dottori del Terrore che si ciba uccidendo e mangiando la ghiandola pineale delle persone. La serie di omicidi attira l'attenzione del signor Argent che chiede a Melissa se può portarlo in obitorio a vedere i cadaveri degli ultimi assassinati, in modo tale da avere più possibilità di trovare la creatura scoprendo dunque il fattore comune a tutte le vittime che già ipotizzava: la mancanza della ghiandola pineale. Nel frattempo, Hayden incontra a scuola Gwen, una ragazza sconvolta dalla sparizione della sorella di cui nessuno ricorda nulla. Si scopre che anche la ragazza è nella lista dei Cavalieri Fantasma, quindi viene presa sotto l'ala protettiva del branco e viene organizzata una festa a casa di Scott invitando tutta la squadra di Lacrosse ed altri studenti del liceo, sperando così di tenere in salvo Gwen. Purtroppo però i Cavalieri Fantasma si presentano lo stesso, nonostante le misure di precauzione prese, ma Corey riesce a toccarne uno mentre era invisibile e ritrasformandosi lo rende visibile a tutti. Gli studenti scappano spaventati mentre il branco chiama in aiuto Parrish che arriva e sembra spaventare il Cavaliere Fantasma, il quale si dà alla fuga senza provare ad attaccare il Segugio Infernale. Scott, Lydia e Malia sono impegnati alla continua ricerca di chi potrebbe essere il misterioso Stiles e, parlando con lo sceriffo, scoprono dettagli che accomunano la scomparsa del ragazzo con la vita dello sceriffo. Decidono di far visita al padre dello sceriffo Stilinski, Elias "Stiles" Stilinski, chiuso in una casa di riposo. Riescono ad entrare senza troppe domande grazie a Malia che colpisce la guardia facendola svenire e si ritrovano a parlare con un uomo affetto da demenza. Lydia prova a fargli qualche domanda cercando di aiutarlo nella concentrazione finché al tramonto non arriva lo sceriffo avvisato dalle guardie della casa di riposo. Stilinski caccia i ragazzi infuriato nei loro confronti per aver disobbedito e aver visitato il padre senza il suo permesso solo per cercare una persona che secondo lui non è mai esistita. Proprio al tramonto sembra che Elias Stilinski riacquisti lucidità, ma i ragazzi non potranno fargli nessuna domanda; lo sceriffo che rimane qualche minuto in più dei ragazzi si sente urlare dal padre insulti di ogni genere finché non pronuncia una cosa che non si aspettava: un insulto verso suo figlio, Stiles Stilinski. Quando Scott ritorna a casa e Liam gli racconta l'accaduto capisce che non c'è più solo Gwen da difendere ma anche tutti i ragazzi che c'erano alla festa, ormai condannati alla Caccia Selvaggia.
- Guest star: Ryan Kelley (Jordan Parrish), Khylin Rhambo (Mason Hewitt), Victoria Moroles (Hayden Romero), Susan Walters (Natalie Martin), Michael Johnston (Corey Bryant), Pete Ploszek (Garrett Douglas), Patrick Gorman (Elias Stilinski), Alisha Boe (Gwen), Joey Honsa (Claudia Stilinski), Ross Butler (Nathan Pierce), Taj Speights (Okafur).
- Ascolti USA: telespettatori 428 000[9]

## Reliquie
- Titolo originale: Relics
- Diretto da: Tim Andrew
- Scritto da: Eric Wallace

### Trama
Chris Argent e Melissa, di notte, in un bosco, continuano le ricerche dell’assassino sovrannaturale che uccide le sue prede con un morso al cranio. Aggirandosi nel buio, però, trovano due nuove vittime, capendo di essere arrivati troppo tardi. Sul posto arriva anche Malia, attirata dall’odore del sangue, che seguendo il suo istinto sembra voglia anche aggredire Melissa e Chris. Quest’ultimo, per fermarla, non può far altro che colpirla alla gamba e far sì che torni “umana”, abbandonando il suo istinto animale. Inizia una nuova giornata a scuola e, dopo l’incursione dei Cavalieri Fantasma alla festa a casa di Scott, Gwen è sempre più in pericolo, avendo assistito al rapimento di sua sorella Phoebe. Liam e Mason, nel frattempo, analizzano l’indice K, una scala usata per misurare l’entità dei temporali. L'aumento di quest'ultimo indica che c’è un picco di fulmini e quindi una tempesta in arrivo, momento in cui si materializzano i Cavalieri Fantasma. La tempesta imminente arriverà durante una partita di lacrosse e il branco di Scott cercherà un modo per sconfiggerli in quell'occasione. Poiché i Cavalieri Fantasma cavalcano i fulmini, l’unico posto “isolato” per proteggere tutti i ragazzi che hanno assistito alla Caccia Selvaggia può essere il bunker degli Argent. Lydia, convinta dell’esistenza di “uno” Stiles, nel frattempo cerca nuovi indizi: ha infatti capito che le persone scomparse hanno lasciato delle “reliquie” (Jake la tessera della biblioteca e Phoebe un braccialetto), e che quindi i Cavalieri Fantasma hanno un punto debole. Parlando con lo sceriffo Stilinski delle sue sensazioni, quest’ultimo le racconta che nel garage, urtando una mazza da baseball, ha involontariamente pronunciato il nome “Stiles”. Lydia, quindi, si reca a casa sua ed è stranamente attratta da una parete. A quel punto ha un’allucinazione e vede un ragazzo: lui le indica proprio il muro, dicendole che qualcosa si trova davanti a lei, ma Lydia non capisce a cosa si riferisca. Mason e Liam cercano di convincere gli studenti presenti alla festa a nascondersi nel bunker perché sono tutti in pericolo: non tutti accettano; alcuni, tra cui Gwen, non vogliono rinunciare alla prima partita di lacrosse della stagione ma non sanno che sarà quello il momento in cui arriveranno i Cavalieri. Inizia la partita che subito si mette male per Scott, Liam e Corey, mentre Malia e Chris tengono d’occhio tutti gli studenti nel bunker affinché non scappino. Poco dopo, la pioggia inizia a cadere forte e i Cavalieri Fantasma arrivano al campo. La prima vittima è un giocatore della squadra e subito dopo tocca a Gwen, che si era rifiutata di scendere nel bunker. Mason e Hayden, nel frattempo, riflettendo su quanto accaduto alla festa, ricordano che un Cavaliere era scappato alla vista di Parrish e corrono a chiamarlo perché sono convinti che i Cavalieri abbiano paura di lui. La ferocia dei Cavalieri Fantasma sembra non avere limiti. Altre vittime sono alcuni spettatori della partita che provano a scappare; uno degli studenti rinchiusi nel bunker, Nathan, che non crede al sovrannaturale, scappa e fa scoprire ai Cavalieri il rifugio. La Caccia Selvaggia è terminata, tutti i ragazzi rinchiusi spariscono e Malia e Chris rimangono feriti. Parrish, nei corridoi della scuola, si trova di nuovo di fronte ad uno di loro e, dopo aver acquisito i poteri da segugio infernale, riesce ad allontanarlo. Liam, ormai diventato capitano della squadra, si sente in colpa per non essere riuscito a sconfiggere i Cavalieri Fantasma ed è determinato ad affrontarli di nuovo. Corey, Mason e Hayden, però, non hanno intenzione di lasciarlo da solo e si uniscono a lui. L'episodio si conclude inquadrando l'auto di Stiles.
- Guest star: Ryan Kelley (Jordan Parrish), Khylin Rhambo (Mason Hewitt), Victoria Moroles (Hayden Romero), Orny Adams (Bobby Finstock), Susan Walters (Natalie Martin), Michael Johnston (Corey Bryant), Pete Ploszek (Garrett Douglas), Ryan Malgarini (Trent), Alisha Boe (Gwen), Joey Honsa (Claudia Stilinski), Ross Butler (Nathan Pierce), Gabrielle Elyse (Jayden), Taj Speights (Okafur), Colton Shires (Giocatore di lacrosse).
- Ascolti USA: telespettatori 508 000[10]

## Frequenze
- Titolo originale: Radio Silence
- Diretto da: Russell Mulcahy
- Scritto da: Ross Maxwell

### Trama
Dopo essere stato rapito, Stiles si ritrova in una stazione ferroviaria abbandonata con altre persone che come lui sono state obliate dai Cavalieri fantasma. Tra queste c'è Peter Hale che fu rapito dopo essere fuggito da Eichen House durante l'interruzione di corrente provocata dal branco per liberare Lydia. I due cercano di comprendere come possono scappare. Intanto, Scott, Lydia e Malia ritrovano la jeep di Stiles. Peter riesce ad oltrepassare la barriera magica che divide il mondo reale dalla stazione dei treni fantasma ma viene gravemente ustionato sebbene riesca a sopravvivere grazie al suo potere curativo. Scott e Malia lo ritrovano, si ricordano di lui e si rendono conto che lo avevano completamente dimenticato. Stiles, intanto, riesce a contattare via radio Scott e Lydia che si trovano nella sua jeep, usando l'interfono della stazione ferroviaria e li informa di trovare "Canaan", una delle città che si trovano nell'elenco degli Arrivi della stazione ferroviaria.
- Guest star: Ian Bohen (Peter Hale), Ryan Malgarini (Trent), Alisha Boe (Gwen), Michelle Clunie (Signora Finch), Joey Honsa (Claudia Stilinski).
- Ascolti USA: telespettatori 549 000[11]

## La città fantasma
- Titolo originale: Ghosted
- Diretto da: Russell Mulcahy
- Scritto da: Angela L. Harvey

### Trama
Mentre si lava le mani in bagno, Lydia guarda uno specchio quando all'improvviso questo la trascina dentro e finisce a una festa nella città di Canaan dove scoppia il caos. La gente urla, corre in tutte le direzioni e alla fine scompare in una nuvola di fumo verde. Lydia quindi racconta il suo sogno a Malia e scoprono dove si trova la città di Canaan. Nel frattempo, Scott parla con lo sceriffo Stilinski del recente contatto che ha avuto con Stiles attraverso la jeep, ma lo sceriffo si rifiuta di credergli. Quando Lydia, Scott e Malia arrivano a Canaan, si trovano su una strada con auto abbandonate, staccionate frastagliate e case diroccate, che portano Lydia a definirla una "città fantasma". A causa dell'energia in città, Malia e Scott stanno vivendo allucinazioni. La banda poi trova un ragazzo che li guida verso la casa dell'unica persona rimasta nel villaggio, una certa Lenore, che si scopre in seguito essere una banshee. Quest'ultima decide di mantenere in ostaggio Scott, Lydia e Malia perché suo figlio Caleb giochi con loro. Tuttavia, Lydia riesce a convincere Lenore a lasciarli andare.
Nel frattempo, a Beacon Hills, Liam e Hayden ricevono l'aiuto del professor Douglas per combattere i cavalieri fantasma. Sviluppano un piano che ha bisogno dell'aiuto di Theo. Usando la spada di Kira (data da sua madre), Liam e Hayden liberano Theo. Sfortunatamente, il giovane non ha più i poteri di Tracy e Josh di cui avevano bisogno, ma si ricorda di Stiles, persuadendo Liam e Hayden a tenerlo in vita. Scott, Malia e Lydia tornano a casa e sono furiosi di vedere Theo. Lydia conclude che Beacon Hills è probabile che diventi una città fantasma come Canaan, e che quando tutti saranno catturati, lei sarà lasciata indietro come Lenore, dato che sono entrambi banshee. Capisce anche che le persone scomparse, incluso Stiles, diventeranno dei cavalieri fantasma se non verranno trovate.
- Guest star: Cody Christian (Theo Raeken), Victoria Moroles (Hayden Romero), Tamlyn Tomita (Noshiko Yukimura), Pete Ploszek (Garrett Douglas), McNally Sagal (Lenore), Joey Honsa (Claudia Stilinski), Mason McNulty (Caleb).
- Ascolti USA: telespettatori 453 000[12]

## Prigioniero del fulmine
- Titolo originale: Heartless
- Diretto da: Kate Eastridge
- Scritto da: Antoinette Stella

### Trama
L'episodio si apre mostrandoci cosa ha vissuto Theo quando è stato mandato sottoterra. Un inferno personale in cui si sveglia all'obitorio e viene inseguito dalla sorella che gli strappa il cuore dal petto a ripetizione.
Lydia sostiene che Claudia è un fantasma come Caleb, creata dallo sceriffo Stilinski per riempire il vuoto nella sua vita creato dall'eliminazione di Stiles. Il branco cattura un cavaliere fantasma e cerca di interrogarlo, senza successo. Mason deduce che Parrish può comunicare con i Cavalieri, ma quello catturato, in qualche modo, mette Parrish sotto il proprio controllo e cerca di farsi liberare, ma Scott e Liam lo bloccano in tempo. Malia e Melissa guariscono Peter dalle ustioni, in cambio di farsi aiutare a trovare il portale per la stazione dei treni. Il signor Douglas rivela la sua vera identità e sconfigge Theo, poi uccide il cavaliere e gli mangia la ghiandola pineale. Lydia e lo sceriffo Stilinski trovano la vecchia camera di Stiles, dietro un intonaco della casa di Stilinski. Il signor Douglas, con la frusta rubata al cavaliere, attacca Corey e lo fa scomparire.
- Guest star: Ryan Kelley (Jordan Parrish), Khylin Rhambo (Mason Hewitt), Cody Christian (Theo Raeken), Victoria Moroles (Hayden Romero), Ian Bohen (Peter Hale), Susan Walters (Natalie Martin), Michael Johnston (Corey Bryant), Pete Ploszek (Garrett Douglas), Joey Honsa (Claudia Stilinski).
- Ascolti USA: telespettatori 425 000[13]

## Il nazismo magico
- Titolo originale: Blitzkrieg
- Diretto da: Joseph P. Genier
- Scritto da: Will Wallace

### Trama
Il signor Douglas costringe Chris e Melissa ad aiutarlo a trovare Parrish; poi li cancella e assume il controllo di Parrish. Theo spiega che Douglas era un capitano nazista e che vuole prendere il controllo dei cavalieri fantasma per creare il suo esercito sovrannaturale, come durante la guerra. Il branco si rende conto che il portale si trova sottoterra. I cavalieri cancellano Mason e Hayden, mentre Liam riesce a fuggire in tempo. Douglas e Parrish controllato si incontrano con la banda di fronte al portale sotterraneo e hanno uno scontro; tuttavia Parrish e Douglas riescono ad attraversare il portale, lasciando il gruppo davanti ai cavalieri fantasma. Questi ultimi fanno per uccidere Scott e Malia, ma interviene Peter che si sacrifica per farli fuggire, venendo cancellato nuovamente. Lo sceriffo Stilinski recupera i ricordi di Stiles e capisce che Claudia è davvero solo un fantasma da lui creato, difatti la donna scompare subito dopo. Scott, Liam, Malia, Lydia, Theo e lo sceriffo Stilinski ora sono le uniche persone rimaste in Beacon Hills; tuttavia capiscono di poter aprire un altro portale usando i ricordi di Stiles.
- Guest star: Ryan Kelley (Jordan Parrish), Khylin Rhambo (Mason Hewitt), Cody Christian (Theo Raeken), Victoria Moroles (Hayden Romero), Ian Bohen (Peter Hale), Pete Ploszek (Garrett Douglas), Joey Honsa (Claudia Stilinski).
- Ascolti USA: telespettatori 441 000[14]

## Ipnosi regressiva
- Titolo originale: Memory Found
- Diretto da: Tim Andrew
- Scritto da: Mark H. Kruger e Antoinette Stella

### Trama
Lydia, Malia e Scott cercano di ricordare Stiles nella speranza di riaprire il portale. Intanto lo sceriffo Stlinski, durante uno scontro, viene cancellato dai Cavalieri Fantasma. Scott e Malia entrano nella stanza congelante di Parrish per cadere in una sorta di trance che permetterà loro di cercare nella loro mente ricordi di Stiles, ma tale procedura fa rischiare loro il congelamento e, nonostante recuperino dei ricordi, non si apre alcun portale. Allora Scott pratica l'ipnosi su Lydia, che rammenta quando lo aveva baciato per la prima volta; subito dopo compare finalmente un portale. Nel frattempo Liam e Theo combattono i Cavalieri nell'ospedale, per impedirgli di trovare il resto del branco.
- Guest star: Cody Christian (Theo Raeken).
- Ascolti USA: telespettatori 494 000[15]

## Cavalieri nella tempesta
- Titolo originale: Riders on the Storm
- Diretto da: Russell Mulcahy
- Scritto da: Lindsay Jewett Sturman e Joseph P. Genier

### Trama
Stiles attraversa il varco aperto da Lydia e ricompare nella sua jeep. Riunitosi con Scott, aiutano Parrish a liberarsi dal controllo di Douglas. Liam trova la stazione ferroviaria e si riunisce con Hayden e Mason; i tre scoprono che Douglas sta usando Corey per unire il regno dei fantasmi con quello reale per prendere il controllo su tutti loro. Stiles e Lydia finalmente si rivedono e si baciano, dichiarandosi reciprocamente il proprio amore. Successivamente vengono attaccati dallo spirito di Claudia che tenta di uccidere il ragazzo per prendere il suo posto nella vita dello sceriffo Stilinski ma quest'ultimo, giunto sul posto, e Lydia la distruggono. Scott, Theo, Malia e Peter combattono i Cavalieri Fantasma e Douglas, riuscendo a deviare il treno fantasma diretto a Beacon Hills, mentre gli altri liberano Corey. I cavalieri se ne vanno rendendo Douglas uno di loro, e Beacon Hills torna alla normalità, con i protagonisti che terminano il loro ultimo giorno di scuola superiore.
- Guest star: Ryan Kelley (Jordan Parrish), Khylin Rhambo (Mason Hewitt), Cody Christian (Theo Raeken), Victoria Moroles (Hayden Romero), Ian Bohen (Peter Hale), Michael Johnston (Corey Bryant), Pete Ploszek (Garrett Douglas), Joey Honsa (Claudia Stilinski).
- Ascolti USA: telespettatori 445 000[16]

## Disse il ragno alla mosca
- Titolo originale: Said the Spider to the Fly
- Diretto da: Russell Mulcahy
- Scritto da: Adam Karp

### Trama
Dopo un allenamento di lacrosse, Scott e Liam scoprono una moltitudine di lupi morti nella foresta. Un segugio infernale di nome Hawlyn sfugge dalla Eichen House in cui era rimasto congelato dal 1912, cercando qualcosa che il branco di Scott ha liberato quando hanno salvato la città dalla Caccia Selvaggia. Lydia ha una premonizione e convince Scott e Malia, che stavano per partire rispettivamente per il college e Parigi, a restare a Beacon Hills per aiutarla; nel frattempo Tamora Monroe, nuova consigliera di orientamento scolastico, uccide Hawlyn prima che il branco capisca chi fosse la creatura che stava cercando. Scott deduce che l'assassino di Hawlyn sia un Cacciatore, a causa del proiettile usato. Stiles inizia la sua carriera come matricola all'FBI in Virginia e scopre sconvolto che stanno cercando Derek Hale in quanto presumono sia un assassino di massa.
- Special guest star: Dylan O'Brien (Stiles Stilinski).
- Guest star: Ryan Kelley (Jordan Parrish), Khylin Rhambo (Mason Hewitt), Orny Adams (Bobby Finstock), Sibongile Mlambo (Tamora Monroe), John Posey (Conrad Fenris), Susan Walters (Natalie Martin), Michael Johnston (Corey Bryant), Casey Deidrick (Halwyn), Froy Gutierrez (Nolan Holloway), Christopher T. Wood (Istruttore dell'FBI).
- Ascolti USA: telespettatori 518 000[17]

## Talento innato
- Titolo originale: Raw Talent
- Diretto da: Tim Andrew
- Scritto da: Brian Millikin

### Trama
Theo viene attaccato da un gruppo di cacciatori sconosciuti. Sentendosi minacciato, Scott perde il controllo e quasi attacca lo sceriffo Stilinski, prima di riconoscerlo. Uno studente di nome Aaron viene attaccato da una moltitudine di ragni nello spogliatoio e, nella stessa stanza, Liam e Mason trovano un cadavere senza volto. Scott e Malia salvano Argent quando i suoi ultimi acquirenti del suo negozio di pistole cercano di ucciderlo. Argent deduce che l'assassino di Hawlyn è un nuovo cacciatore. Monroe attacca Brett dopo aver capito che è un lupo mannaro; quest'ultimo, successivamente, prova a ucciderla nel bosco ma viene ferito da una freccia e fugge; a scagliare la freccia è stato Gerard Argent, che recluta Monroe come sua cacciatrice vedendo il suo potenziale. Parrish si dirige ad Eichen House, ma viene quasi ucciso dal dottore Conrad Fenris, che dimostra la stessa paura per il sovrannaturale di Monroe, ma interviene Lydia, anch'essa giunta sul posto, che lo salva in tempo. Il branco capisce che qualcosa sta facendo in modo che la gente comune di Beacon Hills sia spaventata dal sovrannaturale.
- Guest star: Ryan Kelley (Jordan Parrish), Khylin Rhambo (Mason Hewitt), Cody Christian (Theo Raeken), Sibongile Mlambo (Tamora Monroe), John Posey (Conrad Fenris), Michael Johnston (Corey Bryant), Michael Hogan (Gerard Argent), Casey Deidrick (Halwyn), Cody Saintgnue (Brett Talbot), Rhenzy Feliz (Aaron).
- Ascolti USA: telespettatori 470 000[18]

## Un nuovo esercito
- Titolo originale: After Images
- Diretto da: Tyler Posey
- Scritto da: Angela L. Harvey

### Trama
Scott, Liam, Malia e Lori, la sorella di Brett, cercano Brett che è stato avvelenato ed è braccato da Monroe e Gerard. Il branco segue la loro pista nei tunnel sotterranei dove Scott viene ferito da una trappola dei cacciatori, pertanto Liam e Lori proseguono nella ricerca di Brett e Malia resta con lui. Nel frattempo, all'ospedale, Melissa tenta di eseguire un'autopsia sul cadavere senza volto ma è ostacolata da un forte senso di terrore che questo sembra emanare; con l'aiuto di Chris Argent riesce a prelevare un campione di tessuto, ma scoprono che il corpo è privo di DNA. Nei tunnel, Scott rivela a Malia i suoi sentimenti, mentre Lori e Liam ritrovano Brett; usciti dalle fogne, i due fratelli vengono investiti e uccisi da un camion. Sconvolto, Liam emette un ruggito e si trasforma in mezzo alla strada di fronte ai due cadaveri; le persone sopraggiunte si spaventano, pensando che sia stato lui a ucciderli. Si scopre che era stato tutto un complotto di Gerard, il quale spiega a Monroe che, in questo modo, avrebbero potuto creare un esercito per uccidere tutti licantropi. Al liceo Nolan pugnala una mano di Corey con una penna e, vedendo che guarisce subito, ha la conferma che sia una creatura sovrannaturale. Lydia capisce che i loro concittadini e compagni stanno venendo sopraffatti dalla paura del sovrannaturale, che potrebbe portarli a rivoltarsi contro di loro.
- Guest star: Khylin Rhambo (Mason Hewitt), Sibongile Mlambo (Tamora Monroe), Michael Johnston (Corey Bryant), Michael Hogan (Gerard Argent), Cody Saintgnue (Brett Talbot), Froy Gutierrez (Nolan Holloway), Rhenzy Feliz (Aaron).
- Ascolti USA: telespettatori 435 000[19]

## Faccia a faccia
- Titolo originale: Face-to-Faceless
- Diretto da: Linden Ashby
- Scritto da: Will Wallace

### Trama
Aaron va all'ospedale e vomita una moltitudine di ragni sul cadavere privo di faccia, riportandolo in vita. Nella scuola cominciano a circolare delle voci riguardo alla vera natura di Liam; Nolan e il team di Lacrosse, quindi, lo picchiano selvaggemente di fronte a parecchi studenti, cercando di farlo arrabbiare e trasformare, ma il ragazzo riesce a domarsi, finché il coach Finstock interviene. Liam scopre anche che Monroe è la nuova cacciatrice e informa Scott. Quest'ultimo si incontra con la donna e Gerard per tentare di fare un trattato di pace, ma si rivela una trappola: Monroe rivela a Scott che era stata una delle vittime della Bête del Gévaudan, costretta a nascondersi tra i cadaveri dei suoi amici quando il mostro era stato affrontato da Scott e il suo branco. Il cadavere senza volto aggredisce Scott, Malia, Lydia e i cacciatori ma interviene Parrish che lo ferma. Una giovane licantropa di nome Quinn viene ferita alla testa da una poliziotta; riesce a scappare e si dirige a casa di Scott. 
- Guest star: Ryan Kelley (Jordan Parrish), Khylin Rhambo (Mason Hewitt), Orny Adams (Bobby Finstock), Sibongile Mlambo (Tamora Monroe), Michael Johnston (Corey Bryant), Michael Hogan (Gerard Argent), Lucy Loken (Quinn Finch), Froy Gutierrez (Nolan Holloway), Michelle Clunie (Signora Finch), Rhenzy Feliz (Aaron).
- Ascolti USA: telespettatori 448 000[20]

## Sotto pressione
- Titolo originale: Pressure Test
- Diretto da: Tim Andrew
- Scritto da: Jennifer Quintenz

### Trama
Deaton, Mason e Corey identificano la creatura senza volto come l'Anuk-Ite, una potente creatura della mitologia dei nativi americani, che crea e induce alla paura. Theo riesce a fuggire da un cacciatore assieme a Jiang e Tierney, gli ultimi sopravvissuti del branco di Satomi, ma il trio viene arrestato per omicidio. Scott e il suo branco si dirigono alla stazione di polizia, ma Monroe e i cacciatori circondano l'edificio, in quanto vogliono farsi consegnare Jiang e Tierney i quali avevano ucciso dei cacciatori per vendicare Satomi. L'Anuk-Ite si trova nella stazione e sparge paura tra chi c'è all'interno, tanto che due ufficiali si suicidano. Il padre di Scott arriva e giunge a un compromesso coi cacciatori, prendendo Jiang e Tierney in custodia dell'FBI; tuttavia il custode che dovrebbe portarli in prigione si rivela uno degli uomini di Monroe, che uccide i due licantropi. Il padre di Scott persuade il figlio e il suo branco ad andarsene da Beacon Hills; i ragazzi sembrano accettare, ma in realtà restano di nascosto, in modo da poter contrattaccare. 
- Guest star: Seth Gilliam (Alan Deaton), Ryan Kelley (Jordan Parrish), Khylin Rhambo (Mason Hewitt), Cody Christian (Theo Raeken), Sibongile Mlambo (Tamora Monroe), Michael Johnston (Corey Bryant), Matthew Del Negro (Rafael McCall), Brandon Soo Hoo (Jiang), Ellery Sprayberry (Tierney), Lucy Loken (Quinn Finch), Froy Gutierrez (Nolan Holloway), Clayton Froning (Schrader), Dominic Burgess (Barnes).
- Ascolti USA: telespettatori 379 000[20]

## Trappola mortale
- Titolo originale: Triggers
- Diretto da: Eric Wallace
- Scritto da: Eric Wallace

### Trama
Aaron identifica un coyote mannaro di nome Edgar a scuola e lo "testa" trasferendo un sacco di ragni nel suo corpo. Edgar viene poi lasciato morente sotto le docce e Monroe lo fa uccidere freddamente da Gabe, inquietando Nolan. Theo e Liam si trovano in uno zoo abbandonato per attirare i cacciatori e Theo riesce a fermare Liam dall'uccidere Nolan in un attacco di rabbia causato dalla paura derivata dall'Aluk-Ite. Il branco si separa nell'armeria di Gerard, scoprendo un'enorme quantità di armi e trovano anche i resti di Jiang e Tierney, assieme a una vecchia mappa raffigurante il mondo. In quella attivano per sbaglio il sistema di allarme che risucchia l'ossigeno fuori dalla stanza chiusa. Scott e Malia rischiano di morire, ma Lydia e Chris Argent li salvano in tempo. Successivamente, a casa McCall, Malia e Scott si baciano. Riuniti assieme a Lydia, Chris, Melissa, Mason e il signor McCall, capiscono che la mappa di Gerard indica le varie locazioni di tutti i Nemeton nel mondo e che il suo obbiettivo è quello di sterminare gli esseri sovrannaturali su scala globale. L'agente McCall informa i presenti che le armi di Gerard sono state distribuite gratuitamente a tutti i cittadini di Beacon Hills. Chris e gli altri intuiscono che Gerard in questo modo stia armando il suo esercito. Improvvisamente, qualcuno spara dentro casa di Scott.
- Guest star: Khylin Rhambo (Mason Hewitt), Cody Christian (Theo Raeken), Sibongile Mlambo (Tamora Monroe), Michael Hogan (Gerard Argent), Matthew Del Negro (Rafael McCall), Cody Saintgnue (Brett Talbot), Froy Gutierrez (Nolan Holloway), Rhenzy Feliz (Aaron), CJ Hoff (Edgar).
- Ascolti USA: telespettatori 439 000[21]

## I lupi di Londra
- Titolo originale: Werewolves of London
- Diretto da: Russell Mulcahy
- Scritto da: Kyle Steinbach

### Trama
Gerard invia dei cacciatori a Londra dove vivono Jackson e Ethan, ora una coppia. Sospettando di Gerard, fanno ritorno a Beacon Hills per trovare Scott, ma vengono catturati da Monroe. Melissa, Mason, Rafael McCall e Lydia sono tutti ricoverati all'ospedale a causa delle ferite riportate nell'attacco alla casa. Scott, furioso, decide assieme a Malia di formare anche loro un esercito per combattere quello di Gerard. I due cercano senza successo di convincere Deucalion a unirsi a loro, il quale non vuole più combattere. Malia riesce a reclutare Peter che accetta dopo aver scoperto che è innamorata di Scott. Il branco capisce che Aaron è la prima metà dell'Anuk-Ite. Lydia ha delle visioni del Segugio Infernale Hawlyn, il quale gli rivela che l'unico modo per fermare l'Anuk-Ite è trovare l'altra sua metà.
- Special guest star: Charlie Carver (Ethan Steiner) e Colton Haynes (Jackson Whittemore).
- Guest star: Cody Christian (Theo Raeken), Ian Bohen (Peter Hale), Sibongile Mlambo (Tamora Monroe), Todd Williams (David Geyer), Gideon Emery (Deucalion), Froy Gutierrez (Nolan Holloway).
- Ascolti USA: telespettatori 423 000[22]

## Genotipo
- Titolo originale: Genotype
- Diretto da: Joseph P. Genier
- Scritto da: Joseph P. Genier

### Trama
Lydia e Malia riportano in vita momentaneamente Halwyn il quale, prima di morire nuovamente per il proiettile d'argento di Monroe, dice loro che lo sguardo dello Anuk-Ite, può pietrificare e uccidere chiunque. Mentre Mason e Theo cercano Aaron nei tunnel sotto la città, Liam e Scott rintracciano l'ultima chiamata nel telefono trovato sulla licantropa morta, scoprendo che è della loro insegnante di scienza Mrs. Finch, che si rivela essere un'Alpha e madre di Quinn. Quest'ultima, posseduta da una metà dell'Anuk-Ite, attacca Finch, Scott e Liam, mentre Theo fronteggia Aaron, ferendo anche Quinn. Nonostante gli sforzi del branco, Aaron e Quinn si uniscono formando l'Anuk-Ite, che uccide gli scagnozzi di Gerard, pietrificandoli con lo sguardo. Lydia, Scott, Malia e gli altri capiscono che l'unico modo per ucciderlo è quello di non guardarlo negli occhi e quindi decidono di chiedere aiuto a Deucalion. Più tardi Malia aiuta Scott a medicarsi le ferite e tra loro scoppia la passione, finendo per fare l'amore nella doccia. L'episodio termina con Gerard che trova l'Anuk-Ite e gli propone di uccidere Scott per avere la strada priva di ostacoli. 
- Guest star: Khylin Rhambo (Mason Hewitt), Cody Christian (Theo Raeken), Michael Hogan (Gerard Argent), Casey Deidrick (Halwyn), Lucy Loken (Quinn Finch), Michelle Clunie (Signora Finch), Andrew Matarazzo (Gabe), Rhenzy Feliz (Aaron), Marti Matulis (Anuk-ite).
- Ascolti USA: telespettatori 428 000[23]

## La notte dei cristalli
- Titolo originale: Broken Glass
- Diretto da: Tim Andrew
- Scritto da: Lindsay Jewett Sturman

### Trama
In Brasile, Chris Argent incontra Derek Hale in cerca di aconito giallo (strozzalupo più potente); vengono sorpresi da Kate, alleata ora con Gerard, la quale lo ruba informandoli che avrebbe ucciso Scott. Intanto Gerard e Monroe distribuiscono armi da guerra a gran parte dei cittadini di Beacon Hills, ma Scott sostiene che è solo la paura dell'Anuk-Ite a fare agire la cittadinanza così e, se uccideranno la creatura, cesserà la guerra. Lui e Malia vanno da Deucalion per farsi addestrare a combattere senza vedere. Nel frattempo, Nolan tradisce i cacciatori e porta Liam all'ospedale per condurlo dai licantropi catturati, ma Monroe lo aveva previsto: Nolan viene picchiato da Gabe, mentre Liam, Corey e Mason vengono intrappolati nell'ospedale dai cacciatori. Lydia ha una visione dei suoi amici trasformati in pietra; assieme a Peter va ad avvertire Scott e Malia ma, quando arrivano, Monroe e i suoi cacciatori, attaccano il gruppo e feriscono gravemente Deucalion. 
- Special guest star: Charlie Carver (Ethan Steiner) e Tyler Hoechlin (Derek Hale).
- Guest star: Ryan Kelley (Jordan Parrish), Khylin Rhambo (Mason Hewitt), Ian Bohen (Peter Hale), Sibongile Mlambo (Tamora Monroe), Michael Johnston (Corey Bryant), Jill Wagner (Kate Argent), Gideon Emery (Deucalion), Gonzalo Menendez (Gilberto), Froy Gutierrez (Nolan Holloway), Andrew Matarazzo (Gabe), Marti Matulis (Anuk-ite), Mike C. Manning (Agente Farrell).
- Ascolti USA: telespettatori 389 000[23]

## La resa dei conti
Questo episodio non è da confondere con quello omonimo della seconda stagione.
- Titolo originale: The Wolves of War
- Diretto da: Russell Mulcahy
- Scritto da: Jeff Davis

### Trama
Stiles e Derek salvano Scott, Malia, Lydia e Peter dai cacciatori, ma Deucalion muore a causa dei tanti proiettili che lo hanno colpito. Subito dopo Stiles e Lydia liberano Jackson e Ethan, poi il branco si dirige nella scuola per lo scontro finale con l'Anuk-Ite. Quest'ultimo usa varie illusioni per ingannare e pietrificare gran parte del gruppo; Scott viene ferito da un proiettile con strozzalupo giallo da Monroe e rischia di morire, ma Derek lo cura in tempo bruciando il veleno con una fiamma ossidrica, per poi essere anche lui attratto da un'illusione che gli fa aprire gli occhi, finendo di conseguenza pietrificato. Scott, per combattere la creatura, si ferisce e distrugge gli occhi con i propri artigli, e continua a lottare in attesa di Stiles, che, arrivato, pietrifica la creatura con il sorbo degli uccellatori preso su ordine di Scott dall'armeria. Dopo ciò gli altri pietrificati guariscono. Malia bacia Scott, aiutandolo così a riprendere il controllo per farsi rigenerare gli occhi. Liam, Theo, Corey, Mason, Nolan e Melissa liberano l'ospedale e sconfiggono i cacciatori. Dei cacciatori sparano erroneamente a Gabe che muore poco dopo, ma poco prima di morire Theo ha pietà di lui, e assorbe il suo dolore, azione mai compiuta dalla chimera: questo farà capire che anche lui è ormai cambiato, ed ha scelto la parte migliore di sé. Gerard spara a Kate con lo Strozzalupo giallo conservato in quanto anche lei, nonostante sia sua figlia e l'aiuto dato, ai propri occhi è solo un essere sovrannaturale; arriva Chris che lo informa della vittoria di Scott e subito dopo Kate si trasforma e aggredisce il padre. In seguito viene detto cos'è successo ai personaggi: Chris e Melissa possono godersi il loro amore, Liam si è riappacificato con Nolan, Theo e Peter sono passati definitivamente dalla parte di Scott, Ethan e Jackson sono tornati a Londra, la popolazione di Beacon Hills si è ripresa e, nonostante sia ora a conoscenza del sovrannaturale, in molti non lo temono più. Monroe, invece, riesce a fuggire. Qualche tempo dopo, Scott e Chris soccorrono un giovane licantropo di nome Alec dai cacciatori; Scott lo invita a unirsi al suo branco: difatti Monroe ha migliaia di cacciatori in tutto il mondo con cui proseguire la caccia ai lupi mannari, e loro hanno intenzione di combattere per fermarli. Alec accetta, così lui, Scott, Stiles, Derek, Lydia, Chris, Malia e Liam partono per la loro missione, sapendo di poter sempre contare l'uno sull'altro. 
- Special guest star: Charlie Carver (Ethan Steiner), Colton Haynes (Jackson Whittemore), Tyler Hoechlin (Derek Hale) e Dylan O'Brien (Stiles Stilinski).
- Guest star: Ryan Kelley (Jordan Parrish), Khylin Rhambo (Mason Hewitt), Cody Christian (Theo Raeken), Ian Bohen (Peter Hale), Orny Adams (Bobby Finstock), Sibongile Mlambo (Tamora Monroe), Michael Johnston (Corey Bryant), Jill Wagner (Kate Argent), Michael Hogan (Gerard Argent), Matthew Del Negro (Rafael McCall), Gideon Emery (Deucalion), Benjamin Hassan Wadsworth (Alec), Haley Webb (Jennifer Blake), Froy Gutierrez (Nolan Holloway), Andrew Matarazzo (Gabe), Aaron Hendry (L. Brunski), Marti Matulis (Anuk-ite), Mike C. Manning (Agente Farrell).
- Ascolti USA: telespettatori 676 000[24]